# Jarvis Varnado
Jarvis Varnado (Brownsville (Tennessee), 1 de março de 1988)) é um basquetebolista profissional norte-americano que atua pelo Tecnyconta Zaragoza da Liga ACB.

## Carreira profissional
Varnado entrou para o draft pelo Miami Heat como o 41º escolhido no Draft da NBA de 2010. No entanto, acabou assinando contrato para jogar no Carmatic Pistoia, então na segunda divisão italiana. La ele jogou 33 partidas pelo time e obteve uma média de 15.4 points, 8.9 rebotes, e 3.1 bloqueios por jogo.
Varnado participou do "minicamps" com o Heat durante o verão de 2011. Em 12 de agosto 2011, ele assinou um contrato com o Hapoel Jerusalem. Depois de 12 jogos no clube, em 24 de janeiro de 2012, Varnado deixou a equipe. Na semana seguinte, Varnado assinou com o Pallacanestro Virtus Roma, da primeira divisão italiana. Em 07 de setembro de 2012, Varnado assinou com o Heat para a pré-temporada.
Venceu seu primeiro campeonato da NBA pelo Heat, quando derrotou o San Antonio Spurs na NBA de 2012-13. Em 21 de Outubro de 2013 Varnado foi dispensado pelo Heat.

## Estatísticas

### Temporada regular
| Ano     | Equipe       | PJ | PT | MPP  | %TC  | %3P  | %TL  | RPP | APP | ROB | TPP | PPP  |
| ------- | ------------ | -- | -- | ---- | ---- | ---- | ---- | --- | --- | --- | --- | ---- |
| 2012-13 | Boston       | 5  | 0  | 3.6  | .500 | .000 | .500 | 0.6 | 0.2 | 0.2 | 0.0 | 9.7  |
| 2012-13 | Miami        | 8  | 0  | 5.0  | .333 | .000 | .000 | 0.8 | 0.3 | 0.0 | 0.3 | 12.3 |
| 2013-14 | Chicago      | 1  | 0  | 2.0  | .900 | .000 | .000 | 0.0 | 0.0 | 4   | 1   | 15   |
| 2013-14 | Philadelphia | 23 | 0  | 14.7 | .600 | .000 | .519 | 2.7 | 0.6 | 0.4 | 1.3 | 33.1 |
| Total   | Total        | 37 | 0  | 10.7 | .582 | .000 | .518 | 1.9 | 0.4 | 0.3 | 0.8 | 18.5 |